# 鹿児島日本電気
鹿児島日本電気株式会社（かごしまにっぽんでんき、英: NEC Kagoshima.Ltd.）は、かつて存在したNECグループの会社。TFTカラー液晶ディスプレイ・プラズマディスプレイの生産を行い、鹿児島県出水市に本社を置いていた。のちNEC液晶テクノロジー鹿児島工場。

## 概要
1969年にNECのディスプレイ生産拠点として設立。1970年に蛍光表示管の生産を開始した。
1990年に液晶ディスプレイの生産開始。NECグループにおける液晶ディスプレイ事業の生産拠点として、TFTカラー液晶ディスプレイの生産を行っている。1998年からはプラズマディスプレイも生産していたが、2002年にプラズマディスプレイ事業はNECプラズマディスプレイ（その後パイオニアプラズマディスプレイ、2009/02/28に閉鎖）として独立した。
2007年4月1日付でNEC液晶テクノロジー株式会社に統合され、同社鹿児島工場となるが、2009年の同社秋田工場への拠点集約に伴い閉鎖された。
2016年8月、工場跡地の一角にマルハニチロ物流の出水物流センターが開設された。

## 沿革
- 1969年 - 鹿児島日本電気株式会社設立。
- 1970年 - 蛍光表示管の生産開始。
- 1977年 - 光半導体の生産開始。
- 1990年 - 液晶ディスプレイの生産開始。
- 1993年 - ISO 9001認証取得。
- 1997年 - ISO 14001認証取得。
- 1998年 - プラズマディスプレイの生産開始。
- 2002年 - プラズマディスプレイ事業が独立し、NECプラズマディスプレイ株式会社設立。
- 2007年 - 全事業がNEC液晶テクノロジー株式会社に統合移管され、同社の鹿児島工場となる。本法人は解散し清算。
- 2009年 - 鹿児島工場閉鎖。生産は秋田工場へ統合